# Kirchnerhaus
Das Kirchnerhaus in Aschaffenburg ist das Geburtshaus des deutschen expressionistischen Malers Ernst Ludwig Kirchner. Heute beherbergt es ein Museum über den Künstler, in dem auch themenbezogene wechselnde Ausstellungen zeitgenössischer Künstler gezeigt werden.

## Kirchner in Aschaffenburg
Ernst Ludwig Kirchner wurde am 6. Mai 1880 in diesem Haus am Bayerisch-Preußischen Grenzbahnhof in Aschaffenburg geboren und verbrachte dort die ersten sechs Jahre seines Lebens. Die damalige Adresse lautete Große Bahnhofsstraße 217 D. Der Wohnort der Familie hatte einen großen Einfluss auf die frühe künstlerische Entwicklung Kirchners. In seinem Skizzenbuch von 1919 notierte er: 

„Ich will ganz einfach erzählen wie ich dazu kam Maler zu werden. Von 3 Jahren an war immer der Wunsch in mir … darzustellen was an Wundern mein Auge sah in der Natur. [Als] Papierblock holte ich mir altes Conventpapier und mit dem Rotblaustift versuchte ich mich an den Locomotiven, die an meinem Fenster vorüberfuhren und den sehr großen Häusern und den Frauen mit den Sonnenschirmen, die am Bahnhof lang gingen…“

 1930 schrieb Kirchner in seinem Davoser Tagebuch: „Ich bin am Bahnhof geboren. Das erste was ich im Leben sah, waren die fahrenden Lokomotiven und Züge, sie zeichnete ich, als ich drei Jahre alt war. Vielleicht kommt es daher, daß mich besonders die Beobachtung der Bewegung zum Schaffen anregt. Aus ihr kommt mir das gesteigerte Lebensgefühl, das der Ursprung des künstlerischen Werkes ist.“ Das Motiv der fahrenden Eisenbahn ist unter anderem auf Kirchners Gemälde Rheinbrücke in Köln zu sehen.

## Das Gebäude

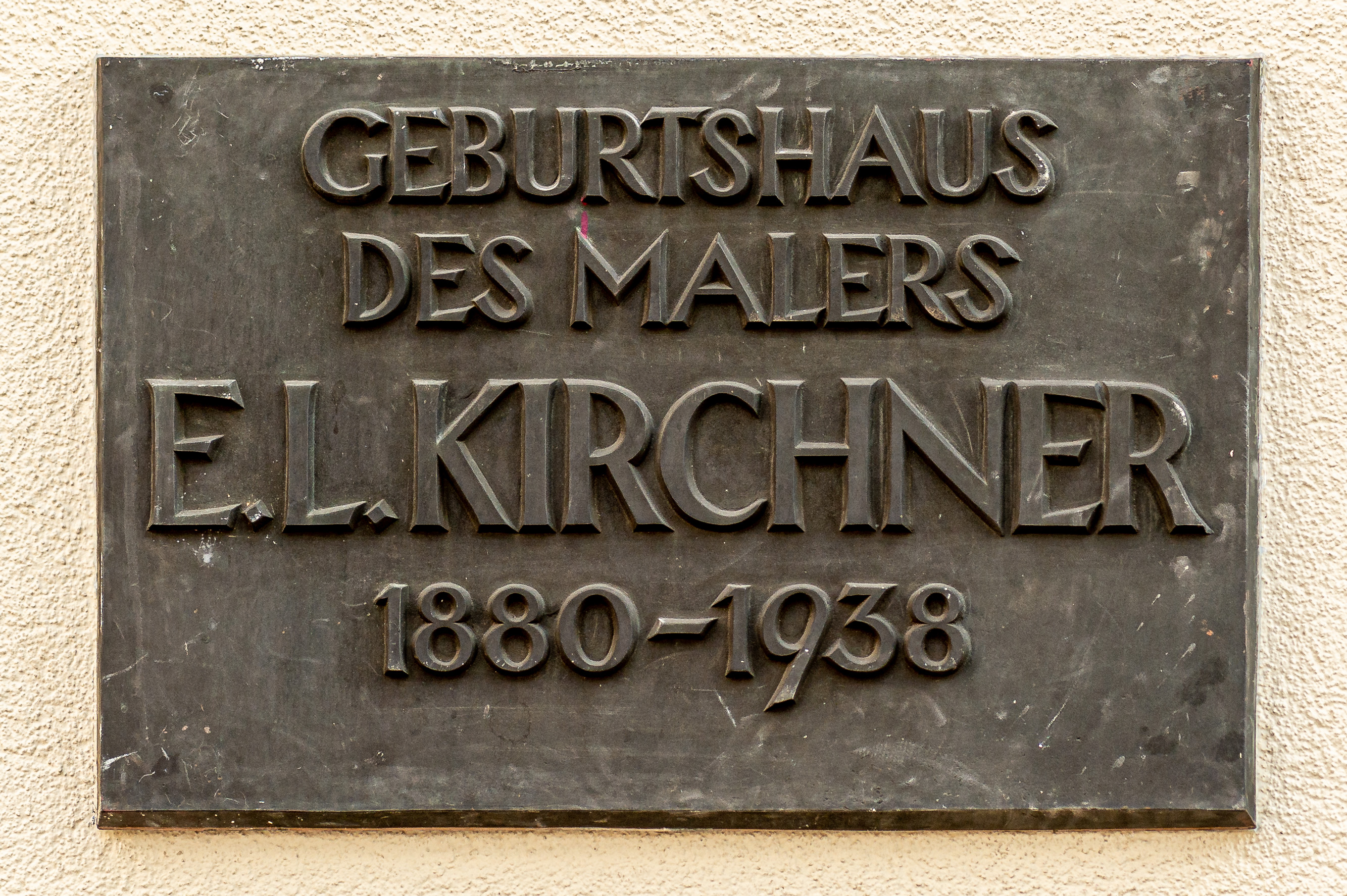
Gedenktafel am Geburtshaus von E. L. Kirchner. Gestaltet von Otto Gentil

Das Kirchnerhaus wurde 1862 fast zeitgleich mit dem gegenüber liegenden Bahnhofsgebäude im klassizistischen Stil gebaut. An der Rückseite des Hauses befand sich ein großer Garten. Eine Backsteinmauer zur Bahnhofsstraße hin schützte die Bewohner vor Lärm und Rauch der vorbei fahrenden Züge. Das Haus hat einen Mittelrisalit und zwei Dachgauben. In der ersten Etage, wo die Kirchners in einer 160-Quadratmeter-Wohnung lebten, befindet sich ein Balkon mit eisernen Konsolen und Geländer. Das Dachgeschoss hat im Mittelrisalit die Form eines dominanten Quergiebels. In den beiden Weltkriegen blieb das Haus fast unbeschadet und ist somit im Originalzustand. Um 1950 wurde ein dreigeschossiges Nebengebäude angebaut, der Anbau wurde als Autowerkstatt und Tankstelle genutzt. Zum 75. Geburtstag Kirchners am 6. Mai 1955 ließ der Geschichts- und Kunstverein Aschaffenburg eine von dem Bildhauer Otto Gentil gestaltete und in der Aschaffenburger Maschinenfabrik Anton Gentil gegossene Gedenktafel an der Fassade des Hauses anbringen. Das Gebäude, welches sich in Privatbesitz befindet, wurde bis 1975 für Gastronomiebetriebe und dann als Spielhalle genutzt. Erst 2010 stand es zum Verkauf. Die Stadt Aschaffenburg nutzte ihr Vorkaufsrecht nicht. Der neue Besitzer zeigte sich sehr interessiert an der Geschichte des Hauses. Er ließ es 2012 denkmalgerecht sanieren. Im Zuge dieser Sanierung und nach dem Auszug der Spielhalle in das benachbarte Gebäude wurden die großen Schaufenster an der Frontseite zurückgebaut.

## Heutige Nutzung
2013 eröffnete der am 28. Juli 2011 gegründete Verein KirchnerHAUS Aschaffenburg in der ersten Etage einen Dokumentationsraum zur Kindheit Kirchners. Anfang 2014 wurde das Erdgeschoss für Ausstellungen, Vorträge und Veranstaltungen angemietet. Seit 2015 finden dort regelmäßig Ausstellungen statt. 2017 wurde dem Ausstellungsort im Geburtshaus Ernst Ludwig Kirchners der Status eines Museums verliehen. Der KirchnerHAUS e.V. erhielt den Bayerischen Heimatpreis. Inzwischen unterstützt die Stadt Aschaffenburg das KirchnerHAUS Museum und seinen Trägerverein finanziell und fachlich. 2016 wurde dem KirchnerHAUS e.V. ein umfassendes Konvolut von Literatur zu Ernst Ludwig Kirchner und den Künstlern von Brücke geschenkt. Das war der Grundstein für eine umfassende Präsenz-Bibliothek, die inzwischen 1900 Titel umfasst, darunter Primärliteratur der Künstler Ernst Ludwig Kirchner, Erich Heckel, Fritz Bleyl, Karl Schmidt-Rottluff, Otto Mueller, Emil Nolde und Max Pechstein, wissenschaftliche Sekundärliteratur sowie Werkverzeichnisse, Ausstellungs- und Verkaufskataloge etc. Sie befindet sich im sogenannten Kirchnerzimmer in der ehemaligen Wohnung der Familie Kirchner (im ersten Obergeschoss) und kann nach Voranmeldung besucht werden.
Anlässlich des 10-jährigen Bestehens des KirchnerHAUS Aschaffenburg e.V. wurde die Bronze-Tafel von Otto Gentil, die bei der Restaurierung des Gebäudes aus dem Bauschutt gerettet wurde, wieder angebracht.